# 강대희
강대희(姜大熙, 1962년 12월 20일~)는 대한민국의 교육인 겸 교수이자 의사이며, 현재 서울대학교 의과대학 교수로 재직 중이다.

## 인물
서울특별시 출신이다. 1987년 서울대학교 의과대학을 졸업, 1990년 서울대학교 대학원 의학과에서 예방의학 석사, 1994년 미국 존스 홉킨스 대학교에서 환경보건 박사학위를 받았다. 1996년부터 서울대학교 의과대학 예방의학교실 교수로 부임하여 현재까지 활동 중이며, 2010년 ~ 2011년 서울대학교병원 대외정책실장을 역임했다. 2011년 12월 30일에서울대학교 의과대학 학장에 임명되어 6년간 학장직을 수행했다.

## 출신 학교
- 상문고등학교 졸업
- 서울대학교 의과대학 의학사
- 서울대학교 대학원 의학과 예방의학전공 의학석사
- 존스 홉킨스 대학교 환경보건전공 이학박사

## 주요 경력
- 1994년 ~ 1996년 : Centers for Disease Control and Prevention, USA, EIS Officer
- 1996년 ~ 현재 : 서울대학교 의과대학 예방의학교실 교수
- 2004년 ~ 2006년 : National Cancer Institute, USA, Senior Fellow
- 2008년 7월 ~ 2010년 : 서울대학교 연구부처장
- 2010년 6월 ~ 2011년 : 서울대학교병원 대외정책실장
- 2011년 12월 ~ 2017년 12월 : 서울대학교 의과대학 학장
- 2009년 ~ 현재 : 한국과학기술한림원 정회원
- 2010년 ~ 2013년 : 대통령직속 미래기획위원회위원
- 2011년 ~ 2013년 : 국가과학기술위원회 위원
- 2012년 ~ 2015년 : 기초기술연구회 이사
- 2012년 ~ 2016년: 한국의과대학․의학전문대학원 협회 이사장

## 수상 경력
- 1992년 : 주미한국대사관 The Korean Honor Scholarship Award
- 1992년 : 노동부 산업보건 전문인력 양성 장학금
- 1994년 : 미국 존스 홉킨스 대학교 Cornelius W. Kruse Award
- 1994년 : 미국 질병관리본부 EIS Fellowship Award
- 1995년 : 미국 PBK Society Phi Beta Kappa
- 2001년 : 한국유방암학회 Roche Korea Oncology Award
- 2002년, 2004년 : 한국 과학기술단체 총연합회 과학기술 우수논문상 (12회, 14회)
- 2006년 : 서울대학교병원 2005 SCI IF상 최우수상
- 2008년, 2010년, 2011년 : 서울대학교 의과대학 서울대학교병원 학술상 (심호섭 의학상)
- 2015년 : 일간보사 의학신문 올해 의사평론가상 (38회)
- 2023년 : 한국의과대학협회 올해의 교수상

## 논문
- 국제학술 DB (PubMed) 등재학술지 논문 390편을 게재. 2024년 12월 논문인용회수25.200. H-index 77

## 저서
- 《 예방의학 》 (Chap.26) (2004년) ISBN 89-5629-057-1
- 《 역학의 원리와 응용 》 (공저자) (2005년) ISBN 89-521-0614-8
- 《 Toxicogenomics 》 (Chap.4) (2008년) ISBN 978-0-470-51823-6
- 《 순환기학 》 (Chap.71) (2005년) ISBN 978-89-337-0581-0
- 《 이데이임상예방의료 》 (제 3-1편) (2011년) ISBN 978-89-5629-244-1
- 《 유방학 》 (Section 6-1장) (2013년) ISBN 978-89-6278-644-6
- 《 의학연구방법론 》 (제 2-10편) (2014년) ISBN 978-89-521-1566-69
- 《 대한민국 미래보고서 》 (Section 2-10장) (2015년) ISBN 979-11-007-3
- 《 건강한 대한민국을 위하여 》 (2017년) ISBN 978-89-8120-552-2